# الوحوش أكلت كعكة عيد ميلادي
الوحوش أكلت كعكة عيد ميلادي (بالإنجليزية: Monsters Ate My Birthday Cake)‏
هي لعبة فيديو من تطوير شركة سليب نينجا لأجهزة الآيباد، الأندرويد ونظام بي سي. اللعبة صدرت في 1/7/2014.
الرسوم المتحركة تمت بواسطة جاستن بيلدوين، والبرمجة بواسطة Yori Kvitchko وBrandon Moreno،
والكتابة بواسطة أليكس أتكينس، تصميم الأصوات بواسطة Jordan fehr، الموسيقى بواسطة ريج فريلاند.